# 頭文字D Arcade Stage
《头文字D Arcade Stage》系列是由SEGA以漫画《头文字D》的主题为基础开发，由 SEGA Interactive 负责发行的街机赛车游戏系列。

## 系列列表
- 頭文字D Arcade Stage Ver.1（街機遊戲）
- 頭文字D Arcade Stage Ver.2 （街機遊戲）
- 頭文字D Special Stage （PlayStation 2）
- 頭文字D Arcade Stage Ver.3 （街機遊戲）
- 頭文字D Street Stage （PlayStation Portable）
- 頭文字D Arcade Stage 4 （街機遊戲）
- 頭文字D Arcade Stage 4 改（街機遊戲）※4代強化版
- 頭文字D Extreme Stage （PlayStation 3）
- 頭文字D Arcade Stage 5 （街機遊戲）
- 頭文字D Arcade Stage 6 AA（街機遊戲）
- 頭文字D Arcade Stage 7 AAX（街機遊戲）
- 頭文字D Arcade Stage 8 インフィニティ（街機遊戲）
- 頭文字D Arcade Stage Zero（街機遊戲）[1] ※日本版本已於2021年5月1日2:00起終止線上服務[2] ，海外亞洲版本已於2021年12月1日2:00起終止線上服務[3] ，中国版（华立科技）则将於2025年12月15日起終止線上服務。
- 頭文字D The Arcade（街機遊戲）※日本版本將於2021年2月25日正式上線[4]，海外亞洲版本將於2021年7月29日正式上線[5]，中国大陆版本已于2023年8月29日正式上线[6]。

## 系列介紹

### Arcade Stage Ver.1～Ver.3
- 制造廠商：SEGA（方向盘由 namco 生产）
- 遊戲基板：NAOMI2
- 遊玩人數：1人～2人
- 輸入設備：方向盤・序列式半自动变速器・油門・煞車・Start按鈕・View Change按鈕
- 磁卡插槽
- Ver.1～Ver.3由於組件採購困難，已於2017年3月31日停止維修支援[7]。

### Arcade Stage 4～Arcade Stage 8 インフィニティ
- 制造廠商：SEGA
- 遊戲基板：LINDBERGH（4～5）、RINGEDGE（6 AA～8 インフィニティ）
- 遊玩人數：1人～2人（店内Tag對戰可到4人)
- 輸入設備：方向盤・序列式半自动变速器・油門・煞車・Start按鈕・View Change按鈕・上下左右按鈕
- IC卡插槽(接觸式)
- 4～8由於組件採購困難，已於2020年2月28日停止維修支援[8]

### Arcade Stage Zero～The Arcade
- 制造廠商：SEGA
- 遊戲基板：Nu2（Zero）、ALLS MX2.1（The Arcade）
- 遊玩人數：1人～2人（Zero）、1人～4人（The Arcade）
- 輸入設備：方向盤・6段變速器・油門・煞車・Start按鈕・View Change按鈕・上下左右按鈕[9]
- Aime卡感應器(感應)

## 游戏介绍
以群馬縣的傳奇山路賽車手藤原拓海在群馬縣秋名山與關東地區各山路的賽車手對戰的賽車漫畫《頭文字D》的故事為背景，其街機遊戲於2002年的春天開始稼動。
機器筐體以「藤原豆腐店」的黑白色的豐田AE86 Trueno為原型打造，用於保存遊戲資料的磁卡和遊戲載入畫面則使用了部分原作插畫（部分含有卷數來源）。
使用記錄了自己的名稱與愛車的“頭文字D驾照”（初代至三代為磁式軟卡，從四代到八代更改為IC卡。《ZERO》（九代）則使用SEGA Interactive 的 Aime卡（亦可以使用萬代南夢宮娛樂的Banapassport或科樂美數位娛樂的E-amusement pass），即可使用在遊戲內取得的D Point改裝車和遊玩各個遊戲模式。
與原作中的角色在各山路上對戰的“公道最速伝説（故事模式）”、挑戰線上排行榜的“タイムアタック（計時賽）”。從Ver.2開始加入了“文太に挑戦!!（挑戰文太）”，贏的次數越多藤原文太將變得越來越快。
其次，還有各個模式中都可以進行“ 店內対戦 ”，五代則增加了可與全國玩家對戰的“全國対戦（全國對戰）”模式，從六代開始大為發展的海外市場使得世嘉開啟了亞太地區伺服器的海外" 世界對戰 "，更有機會遭遇日本頂級選手的模式，大大增加了遊戲的樂趣。

## 主要遊戲模式
無論玩家選擇哪一種多人模式，當無其他玩家可對戰或合作，將會在等待時先進行[公道最速伝説/公道列伝]或是[タイムアタック]，直到該局結束為止

### （故事模式）
以原作角色為對手，在各個賽道上與NPC對戰。
每個對手有兩種天氣的對戰情況，首戰為晴天，勝利則會在角色的頭像上畫上「／」。二回戰為雨天，勝利後角色頭像上的「／」則變為「×」。
另外，哪怕不戰勝所有山道的所有對手，二回戰也會變成雨戰。在「公道最速伝説」中 全峠制覇（全山道制霸） 後角色頭像右下角會追加星星。全峠制覇是不需要進行雨戰也可以達成的。
該模式主劇情前3版過場動畫皆以漫畫方式呈現。第4版調整成原創動畫，並增加電腦角色的語音。『6 AA』調整成章回小說，必須完成前一節，才繼續下一節。『8 』將追逐賽移到第4回才登場，同時簡化結果的劇情。
『Zero』更名為「公道列伝」，同時刪去了電腦角色的語音，重新設計角色外貌，簡化過場動畫
英文版為[Legend of the Street]。
『The Arcade』更名為

### （計時賽）
單人玩家進行計時賽的模式。遊戲畫面的右上會顯示筐體內記錄（如有店內伺服器黑盒則為店內記錄）綜合排名第一・車種排名第一・個人最佳的時間記錄，且各個時間記錄的下面會顯示目前成績與最佳成績的時間差（從Ver.3開始顯示）・個人最佳的時間差（Diffタイム）還有各種資訊。達到筐體內（店內）記錄（綜合榜十名以內・車種時間榜第一），又或者打破了個人最佳紀錄時，用於登記線上時間排行榜的專用密碼會在 GAME OVER 時提示發行（框體需連上網路）。
此密碼可在遊戲開始時的 Status 畫面確認。（Street Stage則無該項功能）。
從四代開始實裝線上排行榜機制，只要筐體連接了ALL.Net，個人最佳時間將會被自動發送到排行榜上，排行也會即時更新。
從6代開始增加了基於時間標準的時間評價，分別為BRONZE・SILVER・GOLD・PLATINUM，七代則增加了第五個評價 SPECIALIST, Zero則增加了第六個評價 PROFESSIONAL。八代則為全系列中評價最嚴格的一代，哪怕是高手根據使用的車種不同也有可能出現拿不到 SPECIALIST 評價的情況。根據這個情況『Zero』降低了各個評價的時間標準，這個問題也隨之消失了。
八代中使用 D Coin 可以在計時賽中開啟鬼車模式（個人最佳錄影）；『Zero』則將此功能完全免費化了。
英文版為[Time Attack]

### （店內對戰）
經典對戰模式，為了維持漫畫的劇情模式，只能2人對戰，而且必須是A1對A2，或B1對B2 
第1代為通信対戦（通信對戰），第2、3代為乱入対戦（亂入對戰），第4代更改為現名
前3代在進入遊戲時，就要先選擇[接受對戰]，再選車輛。第4代起，調整成選完車輛，再選擇模式，避免等候過久
在第7、8代必須選擇[二人對戰]
對戰獲勝者，可以繼續以[店內對戰受付中]的方式進行故事模式或計時賽
在Zero的[Ver.2]改為獲勝者必須是使用車卡進行遊戲才可以再玩一局，如果已經連贏2次，則皆需再投幣。
在Zero的[Ver.2.2]除了[通常對戰]外，另外加入[愛心]以及[水杯]考驗，獲得較多的喜好感(愛心越大顆)，或是灑出教少的水即可獲勝，無視名次
[The Arcade]將此模式對戰人數調整為4人，並只有150秒的可加入時間，與私人對戰設定
英文版為[In-store Battle]

### （線上對戰）
从第4代开始可以直接搜尋線上的玩家進行對戰，對手來自日本或其它亞洲國家。
由於只能1個人進行遊戲，在第7、8代必須選擇[一人遊戲]
在Zero顯示為[Online Battle]，同時在同一代的[Ver.2]新增[Revenge Request]，只要玩家都是玩第1場，落敗者可以提出[再次對戰]

### (Tag對戰)
出現在第6代至第8代，可以與店內另外一組玩家合作來進行各項對戰。
系統會自動指定兩位玩家中的一位可以決定行駛方向，分為下坡及上坡，如果是循環線，則為逆行與順行，挑戰成立後，路線由4位挑戰者中的1位可進行選擇
在第7、8代必須先選擇[二人合作]
分為[店內Tag對戰]和[線上Tag對戰]。要進行[店內Tag對戰](4人，2對2)，必須要有選擇權的2位玩家都選擇[店內Tag對戰]後，才可以遊玩。
第7、8代獲勝的組別可以[Tag對戰受付中]的方式，進行[關東Project]。

### (關東最速計劃)
由[公道最速傳說]額外增加的2人合作模式，只有出現在第6代至8代
系統會自動指定兩位玩家中的一位可以決定行駛方向，有下坡及上坡，如果是循環線，則為逆行與順行
在第7、8代必須選擇[二人合作]後，選擇[関東最速プロジェクト]
如有網路連線，獲勝可選擇是否要進行[全國Tag對戰]
英文為[Operation Kanto]

### 2on2
只在Zero版出現
進此模式時，必須在同1機台感應另外1個玩家的卡片。如倒數結束仍未感應，該回合無法再進入此模式。
配對成功後，可選擇[店內對戰]或[線上對戰]
因開發廠商將此代設定成只能2人對戰，[2on2店內對戰]必須是A1對A2，或B1對B2
以常規對戰方式進行，獲勝的隊伍得1分，2組各對戰1回合。如果1比1平手，由2組的敗部進行第3回合

### （向文太挑戰）
與原作中的角色「藤原文太」對戰的模式。於『Ver.2』中實裝，賽道限制為上級和超上級，『Ver.3』則無限制。
街機版本中需要點數（以下簡稱pts）才可選擇，Street Stage 中則需要於「公道最速伝説」中 全峠制覇（全山道制霸） （只需一回即可），並查閱所獲得的藤原文太角色卡即可選擇。戰勝文太可獲得 pts ，戰敗則沒收參加所需的 pts 。不過在 Street Stage 中，無論勝敗均可獲得卡片。
在『Ver.2』中，1 到 10 級需要 1000pts 。11 到 20 級需要 2000pts 。21 到 30 級需要 3000pts 。到了『Ver.3』則全部統一為 4000pts ，文太的難度等級也更改為15個級別。且於秋名的11到15級的對戰則被強制在雪天進行（秋名•雪）
此外，無論勝敗均不可繼續遊戲，遊戲將強制 GAME OVER 並退出遊戲卡。
四代以後版本則移除該模式，在7AAX 和 8 以不同的方式回歸至[公道最速伝説/公道列伝]的劇情中，無論勝負都可以繼續遊玩。
DAC版本，並於 2022/4/28 [ストーリー]故事模式回歸，玩家車手等級至少要C9才能遊玩，挑戰成功會得到1星和額外的報酬，最高可以到30星（星級越高難度會增加）
開放地圖為「赤城/下坡/夜晚」、「秋名/下坡/夜晚」、「妙義/下坡/夜晚」。
頭文字D The Arcade已收錄，基於復古街機「Ver.3」，目前已開放「秋名/下坡/夜晚」、「妙義/下坡/夜晚」、「赤城/下坡/夜晚」、
「伊呂波/下坡/夜晚」、「紅葉、下坡、夜晚」、「八方原、下坡、夜晚」、「秋名(雪)/下坡/夜晚」
CAPTCHA

### （挑戰書）
曾於五代出現過的模式。是基於全國對戰的要素，所以並不算是正式的模式。
其流程為插入遊戲卡並選擇進入模式選擇畫面後，先前打敗過的遊戲角色將會遞送過來挑戰書。
接受挑戰後，遊戲則會自動選擇全國對戰，賽道隨機，對手為挑戰書上的角色。勝利後將大幅度增加角色裝扮欄，但對 Rank 則無任何影響。
勝利後將繼續進入正常的全國對戰，但輸掉的話遊戲將自動結束。
*未確認該模式下的遊戲角色為COM還是真正的玩家。
與全國對戰的差異在於搜尋到對手後，會以閃爍的方式切換畫面，而不是向下飛入日本；同時，也不會出現[全國對戰準備中]的提示畫面。
此模式類似於灣岸Mid-Night Maximum Tune系列的[分身對戰]([線上鬼車對戰])。

### （任務模式）
限定期間開放，只出現在5至8代，1人模式，IC車卡限定
根據任務內容，可以進行[タイムアタック]和[全國対戦]模式
活動結束後，將根據所獲得的points進行排名，如果有[入賞](Rank In)，可以獲得額外的獎勵。

### 公道最速理論(頭文字D THE ARCADE)
PVE模式，可選擇一名再現最速理論的夥伴，達成一定親密度後領取相對應的獎賞或報酬，另外可選擇自己喜愛的地圖、上下、時間。
該模式分為2p或4p對戰，對手是重現全國模式玩家的時間數據，可以選擇自己等級相近的對手或強豪，強豪等級從LV1~10，越高對手數據越強。

## 賽道選擇

### 頭文字D The Arcade(通稱頭文字DAC) 收錄賽道 (2024/05/18 目前是第四季版本)[17]
(更新日期:2024/05/18 by.ID:阿銀)
這版頭文字DAC賽道有分高速、技術(テクニカル) 其中又分下坡（DH）、周回(AR)、上坡(HC)
- 秋名湖 高速/AR 初級 左周り／右周り

全圖3.2km×2 頭文字DAC最短的賽道
- 箱根 高速/DH、HC 中級

全圖10.8km 頭文字DAC目前最長最快速的賽道 最高速可達230km/h以上
- 碓冰 技術/AR 中級

全圖4.0km×2
- 妙義 技術/DH、HC 中級

全長7.1km
- 赤城 技術/DH、HC 中級

全長5.9km
- 秋名 高速/DH、HC 中級

全長7.3km，有水溝蓋可以利用
- 伊呂波（いろは坂） 技術/DH、HC 上級

全長5.1km 有5個空中彎（跳台、爬台） 
- 筑波 高速/AR 超上級

全長6.8km 許多彎有側溝可以過，哪些能用自行斟酌
- もみじライン(通稱紅葉、日塭紅楓) 高速/DH、HC 上級

全長6.3km 有三個溝可以過，可以留意
- 八方ヶ原 技術/AR 超上級

全長5.6km
- 長尾 技術/DH、HC 超上級

全長6.6km，側溝可以下去，但難易度很高
- 定峰 技術/DH、HC 上級

全長6.8km
- 土坂 高速/AR 上級

全長6.8km，注意路障及油漬
- 秋名（雪） 高速/DH、HC 超上級

全長7.3km
- 小田原 高速/AR 中級

全長4.4km×2 MF Ghost登場 注意橋上分線障礙
- 筑波（雪） 高速/AR 超上級

全長6.8km D7AAX登場過 有許多被雪覆蓋的側溝可利用，自行斟酌
- 七曲り 技術/DH、HC 超上級

全長5.9km
- 群サイ(通稱群賽) 高速/AR 上級  (與頭文字D本作無關，與「魔王決定戦 2016 峠最強伝説」連動活動賽道)

全長 6.0 km 頭文字D Zero初登場，有水溝蓋盡量利用
- 土坂（雪） 高速/AR 超上級

全長 6.8 km 頭文字D AAX初登場，無油漬，有路障
- ヤビツ(通稱矢櫃)  技術/DH、HC 上級

全長 6.1 km DAC初登場
- 椿ライン(通稱樁線) 高速/DH、HC 超上級

全長 7.4 km 頭文字D AA初登場 注意分線路中分隔島

### 其他賽道
- 正丸 超上級 往路/復路

曾於頭文字D Street Stage(PSP)、Special Stage (PS2)、Arcade Stage ver.3登場
- 真•碓冰 超上級 下り/上り

登場於頭文字D Special Stage (PS2)
- 真•妙義 超上級 下り/上り

登場於頭文字D Special Stage (PS2)
- 妙義 初級 左周り/右周り

登場於頭文字Arcade Stage ver.1、ver.2、ver.3、頭文字D Street Stage、頭文字D Special Stage
- 塩那 超上級 下り/上り

登場於頭文字D Special Stage

## Initial D Arcade Stage Zero Ver.2 歌曲選擇
歌曲以Initial D Arcade Stage Zero Ver.2在前，其餘在後

僅列出對戰時可選擇的歌曲(不包括連動的歌曲)

### M.o.v.e
- Gamble Rumble [18]

### Super Eurobeat
- FOREVER SAD / HELY [19]
- MAD DESIRE / STEPHY MARTINI [19]
- THE TOP / KEN BLAST [20]
- STOP YOUR SELF CONTROL / MARKO POLO [21]

### 其他團體
- SET ME FREE BABE / RICHARD COTTLE [22]
- BURN INSIDE / TAKENOBU & KUNOICHI@SEGA [19]
- Chase The Ghost / Sachi@SEGA [23]

### Legend劇場版系列
注意：此系列目前僅使用在Zero版本
- We'll Start Our Race (D Version) / BACKDRAFT SMITHS
- Avoid / CLUTCHO
- Curious (D Mix) / BACKDRAFT SMITHS
- One by One / The Hug Me
- NO MATTER / The Valves
- Candle Flames / BACKDRAFT SMITHS
- Strobe / CLUTCHO
- Crank it Up / BACKDRAFT SMITHS
- Inner Fighter / 月光グリーン
- Liberation / CLUTCHO
- The Brave (D Version) / BACKDRAFT SMITHS

## 「頭文字D The Arcade」收錄歌曲)
(更新日期:2024/05/18 by.ID:阿銀)
1.Dive into the SPEED

A-One Vo:AXEL.K
2.Waiting for you

A-One Vo:Shihori
3.Starlight Spada
  
A-One Vo:Rute
4.Don't stop your way

A-One Vo:あき
5.Good Energy Flow

A-One Vo:Nene
6.Super Sonic

A-One Vo:光吉猛修
7.High Speed Live

A-One Vo:さちぶどう
8.Midnight Tournament

A-One Vo:KEN BLAST
9.Drive Your Ambition 

A-One Vo:みぃ
10.Turn It Around
  
A-One Vo:KEN BLAST
11.SCRAMBLE EYES
   
MOTSU vs A-One
12.DUAL ROZES          
SOUND HOLIC vs Eurobeat Union   
Vo:Nana Takahashi
13.EDGE OF TIME
    
SOUND HOLIC Vo:709sec.
14.God only knows
  
A-One Vo:みぃ
15.PANDORA ZONE

SOUND HOLIC Vo:Nana Takahashi

東方Project第一彈收錄(已復刻，目前無活動)
16.Crazy Hot
     
NJK Record Vo:坂上なち
     
東方Project第一彈收錄(已復刻，目前無活動)
17.ANGEL WiNG (Crazy REMIX with DiGiTAL WiNG)

DIGITAL WING / CrazyBeats Vo:花たん

東方Project第一彈收錄(已復刻，目前無活動)
18.Endless Sleepless Night

A-One Vo:(V)・∀・(V)

東方Project第一彈收錄(已復刻，目前無活動)
19.STARVING RAVEN

SOUND HOLIC Vo:Nana Takahashi
   
東方Project第一彈收錄(已復刻，目前無活動)
20.Horse Power Desire

Vo:Dave Rodgers
      
已復刻，目前無活動
21.TOFU CONNECTION

Vo:Dave Rodgers
            
已復刻，目前無活動
22.Fever on the Road

A-One Vo:あやぽんず* / ytr
23.NITRO RAINBOW
   
SOUND HOLIC vs Eurobeat Union 
Vo:Nana Takahashi
24.IGNITE THE POWER
 
SOUND HOLIC 
Vo:STEVIE (44MAGNUM)
25.Chase The Ghost

Sachi@SEGA
              
MFG活動收錄(未復刻，目前無活動)
26.BURN INSIDE
       
TAKENOBU & KUNOICHI@SEGA
       
20周年活動收錄(已復刻，目前無活動)
27.Endless Seeker

A-One Vo:Rute / あき
           
東方音樂活動收錄(未復刻，目前無活動)
28.Fantastic World
 
A-One Vo:Rute
               
東方音樂活動收錄(未復刻，目前無活動)
29.BEAT DOWN
       
A-One Vo:Rute
30.PRESERVED VAMPIRE
   
SOUND HOLIC Vo:Nana Takahashi

東方Project第二彈收錄(未復刻，目前無活動)
31.HEARTSTRINGS
   
DiGiTAL WiNG Vo:花たん
            
東方Project第二彈收錄(未復刻，目前無活動)
32.No Life Queen (DJ Command Remix)
  
SOUND HOLIC vs Eurobeat Union 
Vo:Nana Takahashi

東方Project第二彈收錄(未復刻，目前無活動)
33.DARTH KILLER
  
SOUND HOLIC
Vo:Nana Takahashi / 709sec.

東方Project第二彈收錄(未復刻，目前無活動)
34.Grip & Break down !!

SOUND HOLIC
Vo:Nana Takahashi

東方Project第二彈收錄(未復刻，目前無活動)
35.Don't Break Me Down
	  
A-One Vo:AXEL.K
               
東方Project第二彈收錄(未復刻，目前無活動)
36.DEEP IN THE HEATWAVE
	  
SOUND HOLIC
Vo:小寺可南子
37.ロミオとシンデレラ
	  
doriko 
Vo:初音ミク
             
頭文字DAC x 初音ミク 活動收錄(未復刻，目前無活動)
38.ネトゲ廃人シュプレヒコール

さつき が てんこもり 
Vo:初音ミク

頭文字DAC x 初音ミク 活動收錄(未復刻，目前無活動)
39.テオ
	              
Omoi 
Vo:初音ミク
                   
頭文字DAC x 初音ミク 活動收錄(未復刻，目前無活動)
40.ロストワンの号哭

Neru
Vo:鏡音リン

頭文字DAC x 初音ミク 活動收錄(未復刻，目前無活動)
41.孤独の果て
 
光収容 
Vo:鏡音リン
          
頭文字DAC x 初音ミク 活動收錄(未復刻，目前無活動)
42.右肩の蝶
	          
のりぴー 
Vo:鏡音レン
               
頭文字DAC x 初音ミク 活動收錄(未復刻，目前無活動)
43.ルカルカ★ナイトフィーバー

samfree 
Vo:巡音ルカ
      
頭文字DAC x 初音ミク 活動收錄(未復刻，目前無活動)
44.ワールズエンド・ダンスホール
	
wowaka 
Vo:初音ミク / 巡音ルカ
 
頭文字DAC x 初音ミク 活動收錄(未復刻，目前無活動)
45.アカツキアライヴァル
	       
Last Note. 
Vo:初音ミク / 巡音ルカ
  
頭文字DAC x 初音ミク 活動收錄(未復刻，目前無活動)

46.Asterist
          
DiGiTAL WiNG 
Vo:ふうか
47.PARAMETERS
	      
DiGiTAL WiNG 
Vo:沙
48.IMPACT
     
Usao feat.光吉猛修 
Vo: 光吉猛修
    
頭文字D x CHUNITHM(中二節奏)活動收錄(未復刻，目前無活動)

49.POTENTIAL
      
TAG
                              
頭文字D x CHUNITHM(中二節奏)活動收錄(未復刻，目前無活動)
50.We Gonna Journey	Queen
   
P.A.L.
                       
頭文字D x CHUNITHM(中二節奏)活動收錄(未復刻，目前無活動)
51.テリトリーバトル	ツユ
    
Vo:礼衣
                      
頭文字D x CHUNITHM(中二節奏)活動收錄(未復刻，目前無活動)
52.Set Me Free Babe
  
Richard Cottle
                     
頭文字D x 魔王決定戦 2016 峠最強伝説 活動收錄(未復刻，目前無活動)
53.God Bless You!!
  
A-One Vo:NAGISA
                   
東方Project第一彈復刻活動收錄(未復刻，目前無活動)
54.Love Thief
	      
CrazyBeats 
Vo:加藤ありさ
         
東方Project第一彈復刻活動收錄(未復刻，目前無活動)
55.Veiling Shooter
	  
A-One Vo:花たん
                    
東方Project第一彈復刻活動收錄(未復刻，目前無活動)
56.Twin Blade
	      
A-One 
Vo: Rute / あき
57.GET IN THE GROOVE

DJ Command(Eurobeat Union)feat. Okogeeechann
  
東方Project第三彈活動收錄(未復刻，目前無活動)
58.SOUL 2 DIVIDE

SOUND HOLIC vs ZYTOKINE  Vo: 星野奏子
         
東方Project第三彈活動收錄(未復刻，目前無活動)
59.00 HEAVEN
      
SOUND HOLIC vs Eurobeat Union Vo: Nana Takahashi / 709sec.
 
東方Project第三彈活動收錄(未復刻，目前無活動)
60.Death Blossom
  
RED ALiCE feat. 野宮あゆみ
	     
東方Project第三彈活動收錄(未復刻，目前無活動)
61.Necrophantasia
	 
SOUND HOLIC Vo: YURiCa / 花たん
    
東方Project第三彈活動收錄(未復刻，目前無活動)
62.Wandering Soul
  
DiGiTAL WiNG with 空音
             
東方Project第三彈活動收錄(未復刻，目前無活動)

## 註解與參考
1. ↑  由於劇情與角色設定皆來自Initial D Legend，也可以稱為[Initial D Arcade Stage Legend]
2. ↑  官方公告 https://info-initiald.sega.jp/?p=3390 （页面存档备份，存于）
3. ↑  官方公告 https://info-initiald.sega.jp/?p=3431 （页面存档备份，存于）
4. ↑  官方公告 https://info-initialdac.sega.jp/?p=95 （页面存档备份，存于）
5. ↑  官方公告 https://info-initialdac.sega.jp/?p=542 （页面存档备份，存于）
6. ↑  DAC | INDZ. . 微信公众平台. 2023-08-28  [2024-09-13]. （原始内容存档于2024-09-13） （中文）.
7. ↑  弊社製品保守対応の終了について （页面存档备份，存于）セガ・インタラクティブ、セガ・ロジスティクスサービス 2016年11月
8. ↑   (PDF).   [2020-12-31]. （原始内容存档 (PDF)于2019-05-13）.
9. ↑  Zero Ver.2在比賽開始前，只能使用[上下左右]、Start、View Change，無法操作方向盤(扭蛋除外)、其它按鈕、踏板或拉動把手
10. ↑  第4代起筐體的右上方會標示機台代號
11. ↑  不同以往版本，可以在回合結束前隨時加入
12. ↑  預設Public，且後面玩家進入模式選擇預設為加入店內對戰
13. 1 2  例如：秋名湖、碓氷
14. ↑  請見[筐體介紹]
15. ↑  3戰2勝制，必須完全勝利
16. ↑  並沒有收錄於『Special Stage』（基於『Ver.2』）、但在『Street Stage』（基於『Ver.3』）中則有收錄。
17. ↑  . 頭文字D THE ARCADE｜ドライブゲーム｜セガ.   [2024-05-18]. （原始内容存档于2024-04-29） （日语）.
18. ↑  第3次登場，前2次(Ver.2、Ver.3)僅有開場音樂
19. 1 2 3  6 AA首次登場
20. ↑  7 AAX首次登場
21. ↑  Ver.3首次登場
22. ↑  Zero首次登場
23. ↑  Zero Ver1.3登場